# Isabelle Jongenelen
Isabelle Jongenelen (Zevenbergen, 28 juli 1991) is een Nederlandse handbalster die uitkomt in de Duitse Handbal-Bundesliga voor HSG Blomberg-Lippe.